# Warhammer 40,000: Dawn of War III
Warhammer 40,000: Dawn of War III est un jeu vidéo de stratégie en temps réel développé par Relic Entertainment et édité par Sega, sorti en 2017 sur Windows, Mac et Linux.

## Accueil
| Dawn of War III |      |       |
| Média           | Pays | Notes |
| Canard PC       | FR   | 6/10  |
| Gamekult        | FR   | 7/10  |
| GameSpot        | US   | 8/10  |
| Jeuxvideo.com   | FR   | 16/20 |

L'agrégateur de critiques Metacritic donne au jeu une moyenne de 79 % pour 305 notes.